# Ukraina na Zimowych Igrzyskach Paraolimpijskich 2006
Reprezentacja Ukrainy na Zimowych Igrzyskach Paraolimpijskich 2006 liczyła 12 sportowców.

## Medale

### Złote medale
Biathlon
11 marca: Witalij Łukjanenko, 12,5 km mężczyzn niewidomych
11 marca: Ołena Jurkowska, 10 km kobiet siedząc
14 marca: Ołena Jurkowska, 5,4 km kobiet siedząc
Biegi narciarskie
12 marca: Ołena Jurkowska, 2,5 km kobiet siedząc
15 marca: Ołena Jurkowska, 5 km kobiet siedząc
18 marca: Jurij Kostiuk, 15 km mężczyzn siedząc
19 marca: Ołeh Munc, 20 km mężczyzn niewidomych

### Srebrne medale
Biathlon
11 marca: Tetiana Smyrnowa, 12,5 km kobiet niewidomych
11 marca: Julija Batenkowa, 12,5 km kobiet stojąc
11 marca: Ludmyła Pawłenko, 10 km kobiet siedząc
14 marca: Switłana Tryfonowa, 7,5 km kobiet siedząc
14 marca: Witalij Łukjanenko, 7,5 km mężczyzn niewidomych
14 marca: Jurij Kostiuk, 7,5 km mężczyzn siedząc
Biegi narciarskie
12 marca: Jurij Kostiuk, 5 km mężczyzn siedząc
15 marca: Julija Batenkowa, 10 km kobiet stojąc
18 marca: Ołena Jurkowska, 10 km kobiet siedząc

### Brązowe medale
Biathlon
11 marca: Switłana Tryfonowa, 10 km kobiet siedząc
14 marca: Ludmyła Pawłenko, 7,5 km kobiet siedząc
14 marca: Serhij Chyżniak, 7,5 km mężczyzn siedząc
Biegi narciarskie
12 marca: Ludmyła Pawłenko, 2,5 km kobiet siedząc
12 marca: Julija Batenkowa, 5 km kobiet stojąc
15 marca: Jurij Kostiuk, 10 km mężczyzn stojąc
17 marca: Ludmyła Pawłenko, Ołena Jurkowska, Julija Batenkowa, sztafeta 3 x 2,5 km kobiet
17 marca: Ołeh Munc, Witalij Łukjanenko, Władysłav Morozow, sztafeta 1 x 3,75 km+2x5 km mężczyzn
19 marca: Julija Batenkowa, 15 km kobiet stojąc